# Świdrowiec koński
Świdrowiec koński (Trypanosoma equiperdum), nazywany też świdrowcem zarazy stadniczej – jednokomórkowy organizm z rodziny świdrowców, należący do królestwa protista. Wywołuje u koni, osłów i mułów zarazę stadniczą. Pasożytuje w osoczu krwi. Trofozoity występują także w płynie mózgowo-rdzeniowym, śledzionie, węzłach chłonnych, wątrobie i innych narządach żywicieli.
Świdrowiec koński ma ciało wydłużone, wrzecionowate o wymiarach długość ok. 24–28 μm, szerokość 2–6 μm. Aparat ruchu składa się z błony falującej i długiej wici. Ciałko podstawowe wici znajduje się w tyle ciała, a obok niego występuje kinetoplast. Pasożyt ten pobiera pokarm całą powierzchnią ciała. Wodniczka tętniąca położona jest w tylnej, natomiast owalne jądro w środkowej części ciała. Występuje tylko w postaci trofozoitu. Rozmnaża się bezpłciowo poprzez podłużny podział komórki.
Najczęściej spotykany w klimacie równikowym i podrównikowym. Stwierdzono także rzadkie przypadki zachorowań w strefie podzwrotnikowej i umiarkowanej. Do zarażenia dochodzi w czasie aktu kopulacji. Pierwotniaki początkowo namnażają się na błonie śluzowej pochwy, worka napletkowego, cewki moczowej, a następnie przedostają się do krwi oraz płynu mózgowo-rdzeniowego. Trofozoity Trypanosoma equiperdum są wrażliwe na czynniki zewnętrzne i dlatego poza organizmem żywiciela nie przeżywają długo. Nie posiada żywiciela pośredniego.